# Kyara Linskens
Kyara Linskens (Brugge, 13 november 1996) is een Belgisch basketbalspeelster. Ze speelt als center.
Ze volgde de topsportopleiding basketbal aan het Koninklijk Atheneum Redingenhof Leuven. Linskens debuteerde in 2012 bij de senioren van BC Sint-Katelijne-Waver. In 2014 maakte ze de overstap naar Castors Braine. Linskens speelde het seizoen 2016-2017 voor Belfius Namur. 2017-2018 speelde ze in de Tsjechische Republiek bij de eerste divisieclub DSK Basketball Nymburk. In 2018 maakte ze de overstap naar AZS AJP Gorzów Wielkopolski, een ploeg in het Poolse Gorzów Wielkopolski. In 2019 ging ze spelen voor Jenisej Krasnojarsk uit Rusland. In 2020 maakte ze de overstap naar Magnolia Campobasso uit Italië. In 2021 ging ze spelen voor Nadezjda Orenburg uit Rusland. In 2022 verhuisde ze naar Lattes Montpellier in Frankrijk.
Sinds 2013 is ze lid van het Belgisch nationaal basketbalteam, de Belgian Cats. Van 2011 tot 2016 was ze ook actief in de U16, U17, U18 en U20 van het nationale team.
Linskens won  het Europees kampioenschap basketbal vrouwen in 2023 met het Belgische nationale team. In de finale, die met 64-58 gewonnen werd van Spanje, werd ze verkozen tot MVP. In 2025 verlengt Linskens de Europese titel met het nationale team. In de finale, die ze opnieuw speelde tegen Spanje, scoorde Linskens 17 punten.